# أحرار الشرقية
أحرار الشرقية هي جماعة سورية مسلحة متمرّدة ظهرت خلال الحرب الأهلية. تأسّست الجماعة في عام 2016 على يد أفراد معظمهم في المنفى وآخرون في محافظة دير الزور. تهدف المجموعة إلى مُقاتلة تنظيم الدولة الإسلامية (داعش) ووحدات حماية الشعب كما تقاتل مع مختلف الجماعات السورية المتمرّدة الأُخرى في وجه الجيش العربي السوري. العديد من مُقاتلي أحرار الشرقية سبق لهم وأن شاركوا تحت لواء جبهة النصرة وأحرار الشام خلال هجوم دير الزور (أبريل–يوليو 2014).
تذكر بعض المصادر أن قُياد أحرار الشرقية قد انفصلوا عن جبهة النصرة كما تُؤكد مصادر أخرى أن أبو ماريا القحطاني قد لعب دورًا كبيرًا في تأسيس المجموعة عام 2016. تُحافظ الجماعة المتمردة على علاقات وثيقة مع تركيا وسبق وأن تم اتهامها في مناسبات عديدة بالتسبّب في الصراع الداخلي في جبهة النصرة. كل هذا تسبب لأبو ماريا في وقت لاحق بالطرد من جبهة النصرة. العديد من أفراد المجموعة ينتمون لقبيلة الشعيطات التي سبق وأن اندلعت توترات بينها وبين داعش. في أيلول/سبتمبر من عام 2016 سخر أعضاء أحرار الشرقية لفظيا من القوات الأمريكية بسبب عدم مُهاجمتها للواء المعتصم. ردّ المتحدث باسم القوات الأمريكية أنّ المجموعة لا تُشكل أي تهديد على القوات الأمريكية بل لم تكن على علم بها أو بوجودها. بعد هذه التصريحات؛ قامت القوات الأمريكية بإجلاء لواء المعتصم الذي عبّر عن غضبه من أحرار الشرقية وطلب منهم التوقف فورًا عن كل هذه الاستفزازات.

## العقوبات الأميركية
في يوليو 2021 ، أدرجت وزارة الخزانة الأميركية مجموعة أحرار الشرقية على قائمة العقوبات بسبب انتهاكات ارتكبتها المجموعة ضد مدنيين في شمالي سوريا. وفقاً للوزارة، ارتكبت المجموعة المرتبطة بتركيا جرائم ضد المدنيين، خصوصاً السوريين الأكراد، تشمل القتل غير المشروع، والاختطاف، والتعذيب والاستحواذ على الممتلكات الخاصة. كما تُفيد الوزارة أن المجموعة قامت بتجنيد أعضاء في تنظيم داعش ضمن صفوفها.

## قتل 4 أشخاص في عيد نوروز
قُتل أربعة أفراد من عائلة كردية في شمال سوريا على يد مقاتلين مدعومين من تركيا، حيث أطلقوا النار عليهم أثناء احتفالهم بعيد النوروز. وفقًا للمرصد السوري لحقوق الإنسان، أصيب ثلاثة أشخاص آخرين بجروح، وقام عناصر من فصيل أحرار الشرقية بإهانة عيد النوروز الذي يعتبر رمزًا للأكراد.
أصدرت محكمة "الراعي" حكماً بالإعدام بحق أربعة أشخاص أدينوا بقتل أربعة مدنيين كرد خلال احتفالهم بعيد النوروز في جنديرس شمالي حلب قبل عشرة أشهر. كما قضت المحكمة بالسجن ثلاثة أشهر لثلاثة آخرين بجنحة إخفاء مرتكب جناية وبرّأت متهماً آخر لعدم كفاية الأدلة.
وبحسب مصدر حقوقي، أحكام الإعدام تصدر مع وقف التنفيذ في مناطق سيطرة "الحكومة المؤقتة"، حيث يتجاوز عدد الأحكام غير المنفذة في محاكم ريف حلب 100 حكم.

## العلاقة مع الجماعات الأخرى
شاركت المجموعة في ضِمنَ قيادة العمليات التركية في منطقة الإدارة الذاتية لشمال وشرق سوريا كما تدخلت في صراعات مباشرة مع مجموعات متحالفة خلال توزيع المعدات والممتلكات. بشكل عام؛ قامت الجماعة المتمردة بعدة عمليات في الباب، الراعي وجرابلس كما ظهرت مرة أخرى في مدينة عفرين عام 2018.